# Кашунка
Кашунка (рум. Caşunca) — село в Флорештском районе Молдавии. Относится к сёлам, не образующим коммуну.

## История
Село было основано в 1840 году. Изначально носило название Кассовка в честь основателя Стефана Кассо. Позднее название трансформировалось в Кашунку.

## География
Село расположено в 14 км к югу от города Флорешты на высоте 122 метра над уровнем моря. Ближайший населённый пункт — село Чутулешты. Восточнее села протекает река Реут.

## Население
По данным переписи населения 2004 года, в селе Кашунка проживает 2003 человека (977 мужчин, 1026 женщин).
Этнический состав села:
| Национальность | Число жителей | Процентный состав |
| -------------- | ------------- | ----------------- |
| молдаване      | 1993          | 99,5              |
| украинцы       | 6             | 0,3               |
| русские        | 3             | 0,15              |
| румыны         | 1             | 0,05              |
| Всего          | 2003          | 100 %             |